# Impedancia equivalente
Una impedancia equivalente es un circuito equivalente de un circuito con elementos el cual presenta la misma impedancia entre todos sus terminales tal cual como el circuito original. Este artículo describe las transformaciones matemáticas entre los circuitos de impedancia lineales y pasivos más comunes en los circuitos electrónicos.
Se conocen un gran número de circuitos equivalentes que son usados frecuentemente en el análisis de circuitos. Estos incluyen resistores en serie, resistores en paralelo y su ampliación para circuitos en serie y en paralelo, así como para las impedancias en general. Son también conocidos los equivalente de Norton y Thévenin que usan fuentes de corriente y de tensión, respectivamente, así como la transformación Y-Δ. Ninguno de estos teoremas se discuten detalladamente aquí. Por esta razón, se sugiere consultar el enlace respectivo de cada artículo para más información.
El número de circuitos equivalentes que una red lineal puede transformarse es ilimitado. Esto es válido incluso para los casos más triviales, por ejemplo, al preguntar cuantas combinaciones diferentes de resistencias en paralelo son equivalentes dado un resistor combinado. Este artículo no podría ser comprensivo, pero se hizo lo posible en generalizarlo. Wilhelm Cauer encontró una transformación que podía generar todos los equivalentes posibles dada una red real, pasiva de dos terminales. Las transformaciones de un cuadripolo se encuentran frecuentemente y las redes más complejas también pueden tener un circuito equivalente.
- Datos: Q5384722